# Burg Nagoya
Die Burg Nagoya (jap. 名古屋城, Nagoya-jō) ist eine japanische Burg in der Stadt Nagoya. Der ursprüngliche Teil der Burg wurde von Shiba Yoshimune 1532 errichtet. Oda Nobuhide übernahm sie 1532, zerstörte jedoch später große Teile.

## Geschichte

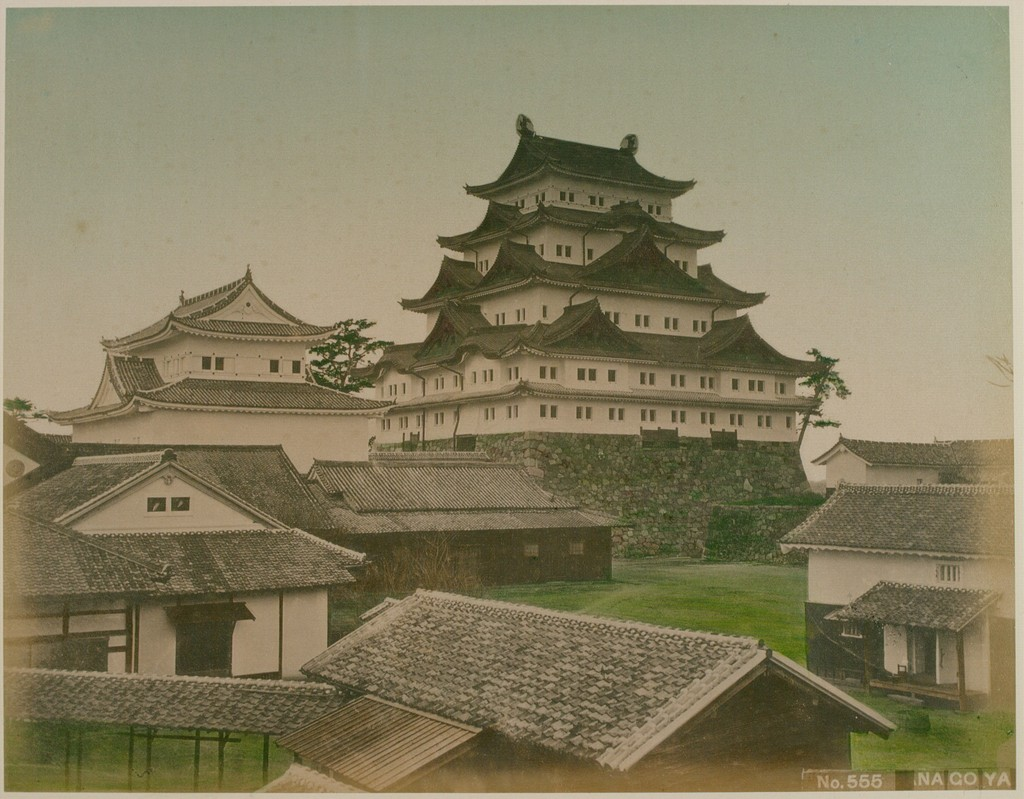
Nagoya-jō mit dem Honmaru-Palast um 1880.

1609 ordnete Tokugawa Ieyasu mit Unterstützung verschiedener Daimyo den Neubau der Burg an. 1612 wurde sie fertiggestellt und diente bis 1868 den Owari-Tokugawa, einer Zweigfamilie, als Adelssitz. Es handelte sich um einen kompletten Neubau; die erste Burg Nagoya lag etwa im Bereich des Ninomaru; von ihr ist nichts erhalten, und nur ein Gedenkstein erinnert an sie. Das Gelände wurde vollständig von der neuen Burg überbaut. Die erzwungene Beteiligung von 20 Tozama-Daimyos war politische Absicht, um sie zu beschäftigen und um ihre Ressourcen zu mindern, so wie das auch andernorts erfolgreich praktiziert wurde. Die Burg hatte einen hohen strategischen Wert durch ihre Nähe zur Handelsstraße Tokaido und als Bollwerk gegen Osaka, weil zur Bauzeit die finale Auseinandersetzung mit der rivalisierenden Familie Toyotomi noch bevorstand.
Die Burg überdauerte die Edo-Zeit und wurde erst im Zweiten Weltkrieg durch die Luftangriffe auf Nagoya bis auf die Grundmauern zerstört. Lediglich drei Tore und drei kleine Türme (櫓 yagura) im Südwesten, Südosten und im Nordwesten blieben unversehrt, weiterhin sind alle Wälle und Gräben noch original. Im Zuge des Wiederaufbaus nach dem Zweiten Weltkrieg wurden der Hauptturm, der mit ihm verbundene kleinere Turm sowie das Haupttor bis zum Jahr 1959 neu errichtet. Zur Burganlage gehört ein Garten mit dem Ninomaru-Teehaus. 1952 wurde die ursprüngliche Anlage zur Besonderen historischen Stätte (tokubetsu shiseki) erklärt.
Die Burg ist besonders für ihre zwei goldenen Kinshachi (金鯱) berühmt. Dies sind stilisierte Delfine, die an den Giebeln des Hauptdaches angebracht sind. Sie sind gleichzeitig Symbol der Stadt Nagoya. Nach ihnen trägt die Burg auch den Namen Kinshachi-jo.
Wegen Baufälligkeit und unzureichender Erdbebensicherheit ist der Hauptturm seit 2018 für den Besucherverkehr gesperrt. Die Stadt Nagoya plant, die zwar äußerlich dem Vorbild ähnelnde, aber innen aus Stahlbeton bestehende Nachkriegs-Rekonstruktion ab 2024 abzureißen und den Dai-Tenshu auf authentische Weise originalgetreu aus Zypressenholz 2026–2028 zu rekonstruieren.

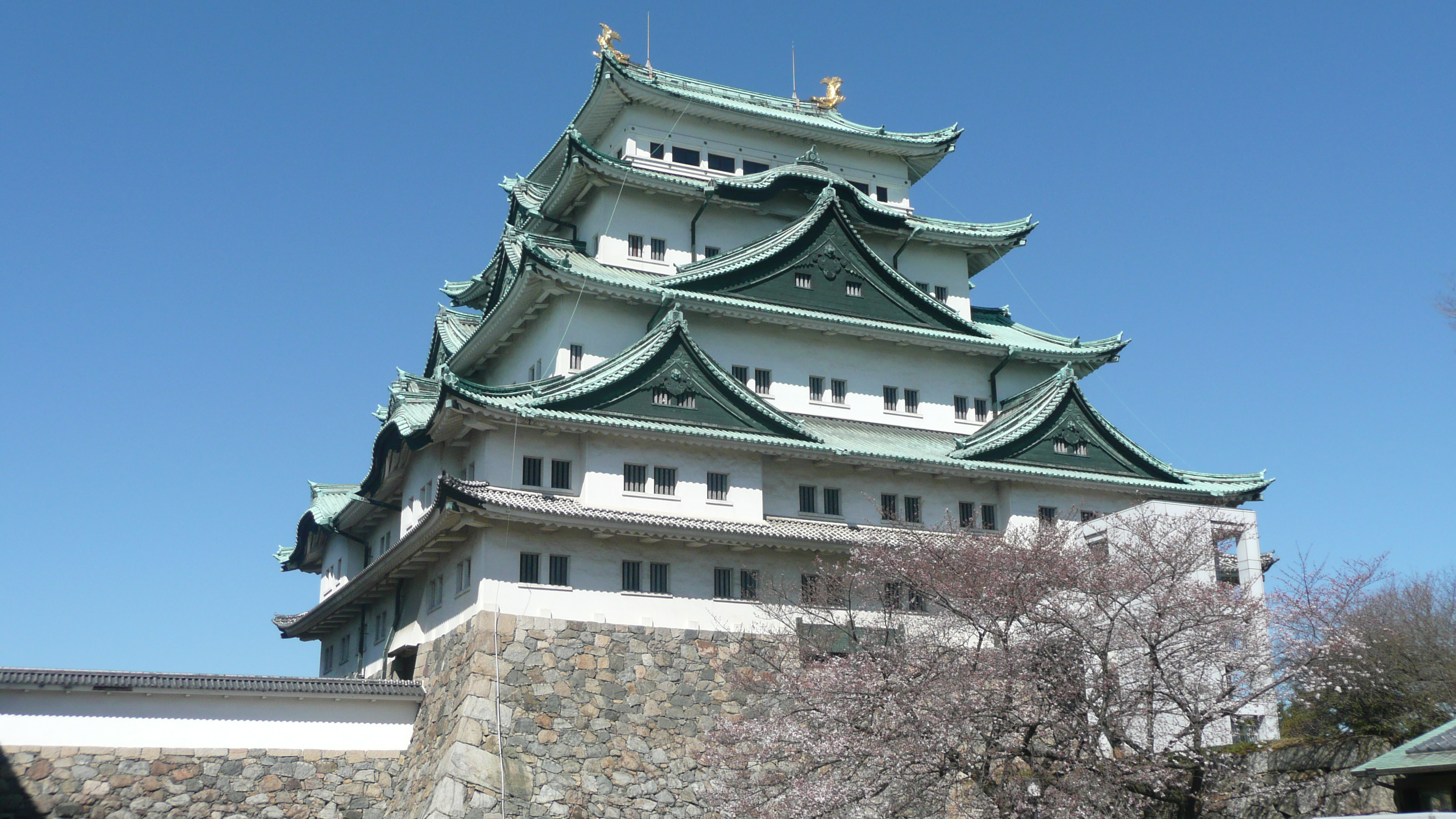
Hauptturm der Nagoya-Burg
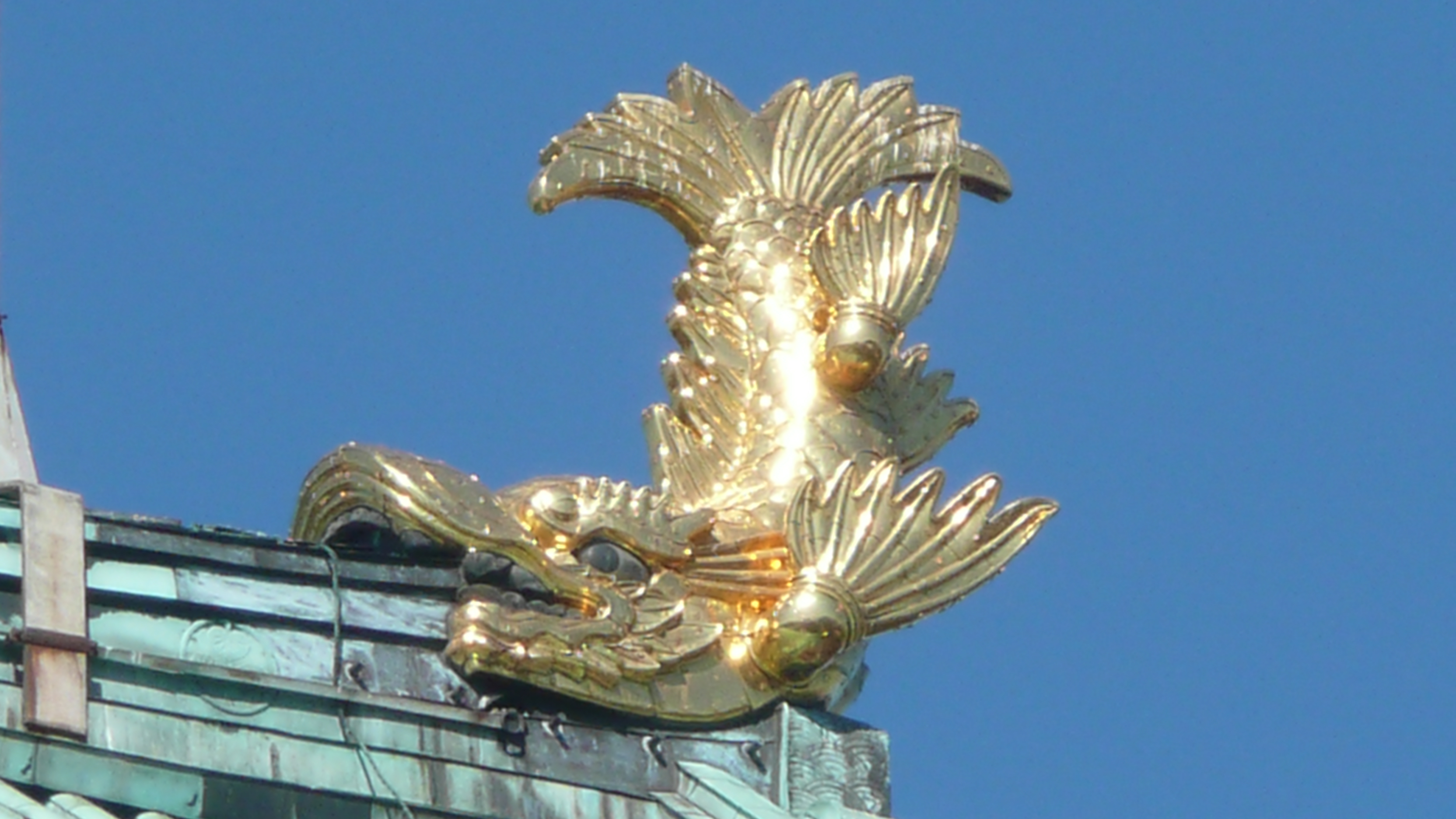
Einer der beiden goldenen Delfine
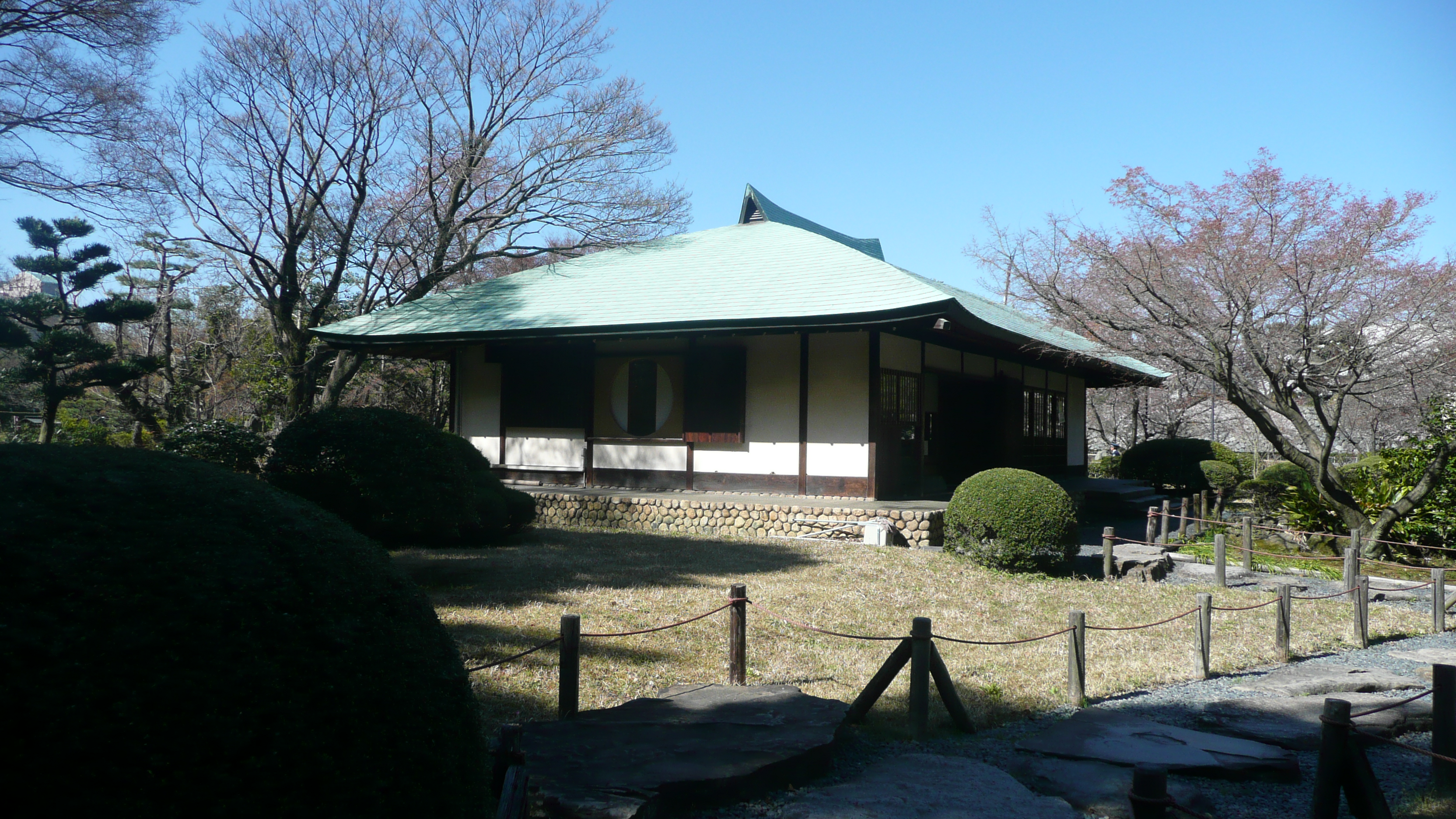
Ninomaru Teehaus
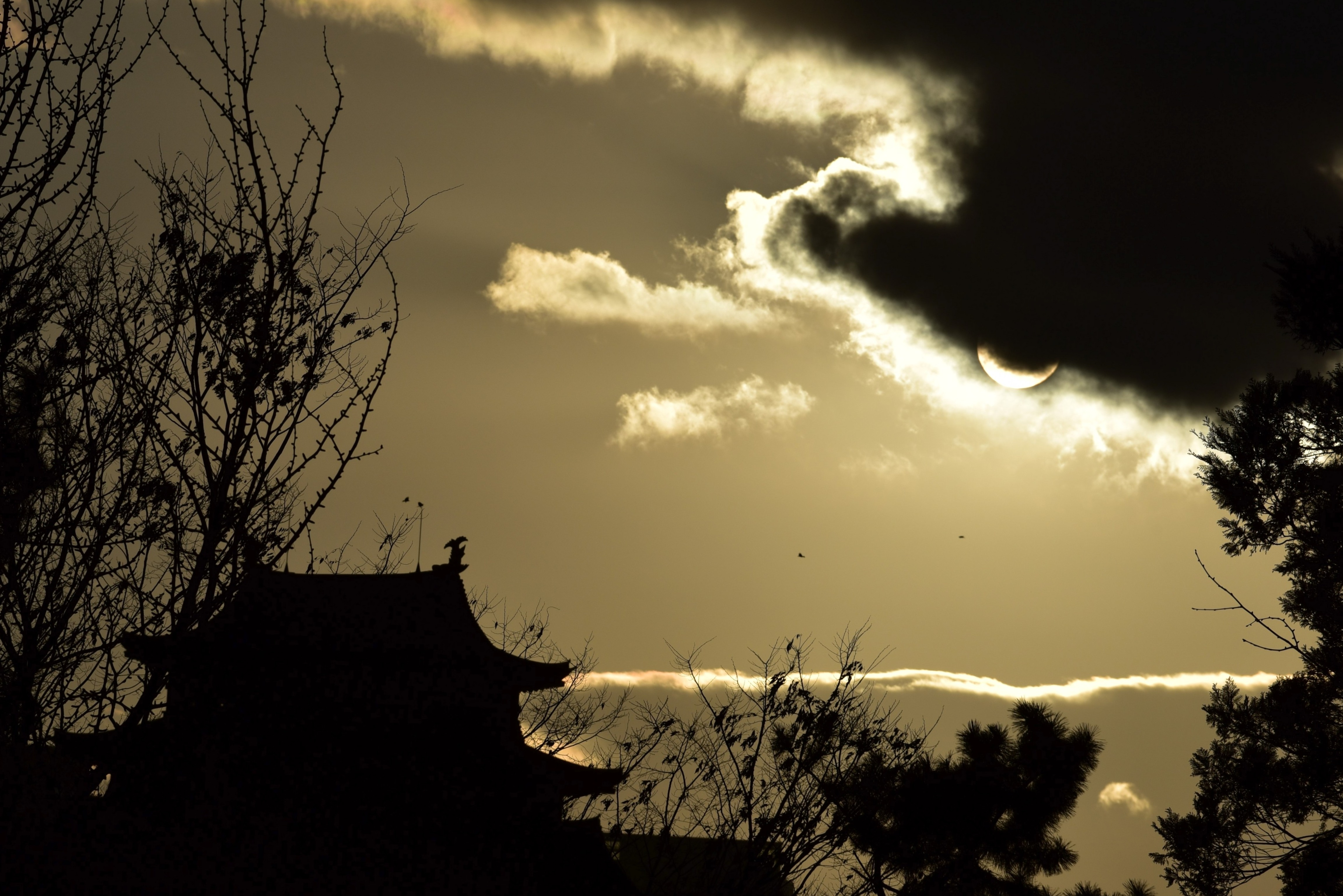
Tenshu

## Honmaru-Palast
Im Februar 1615 wurde der südöstlich von den beiden Burgtürmen (Dai-tenshu und Ko-tenshu) errichtete Honmaru-Palast (jap. 本丸御殿) fertiggestellt. Er diente zunächst Yoshinao Tokugawa, dem Gründer der Feudalfamilie Owari als Residenz, bis die Familie 1620 in den Ninomaru Palast der Burg Nagoya umzog. Nach einem tiefgreifenden Umbau 1634 fungierte er als Herberge für Shogune auf ihrem Weg in die Hauptstadt.
Die Räume des Palastes wurden thematisch gestaltet; Wände und bewegliche Trennwände wurden durch die berühmten Maler Kano Sadanobu and Kano Tan'yū der Kano-Schule im japanischen Stil bemalt. Der Palast, der als eine der schönsten Palastanlagen in Japan galt und seinerseits zum Vorbild für andere Paläste wurde, verbrannte ebenso wie die Burgtürme im Mai 1945 im Zweiten Weltkrieg. Viele der beweglichen Wände und Schiebetüren mit Malereien konnten aber vor den Flammen gerettet werden, weil sie in einem Lagerhaus im Ofukemaru eingelagert waren, abseits auf einer im Nordwesten vorgelagerten Walleinheit. 1.047 Malereien wurden als bedeutende Kulturgüter eingestuft.
Von 2009 bis 2018 wurde der Palast originalgetreu in drei Bauetappen wiederaufgebaut. Dabei kamen ausschließlich traditionelle Materialien und Baumethoden zur Anwendung. Einzelne Bereiche wurden bereits 2013 bzw. 2016 für Besucher geöffnet. Die Rekonstruktionsarbeiten in einer großen Halle waren seit dem Jahr 2010 der Öffentlichkeit zugänglich.

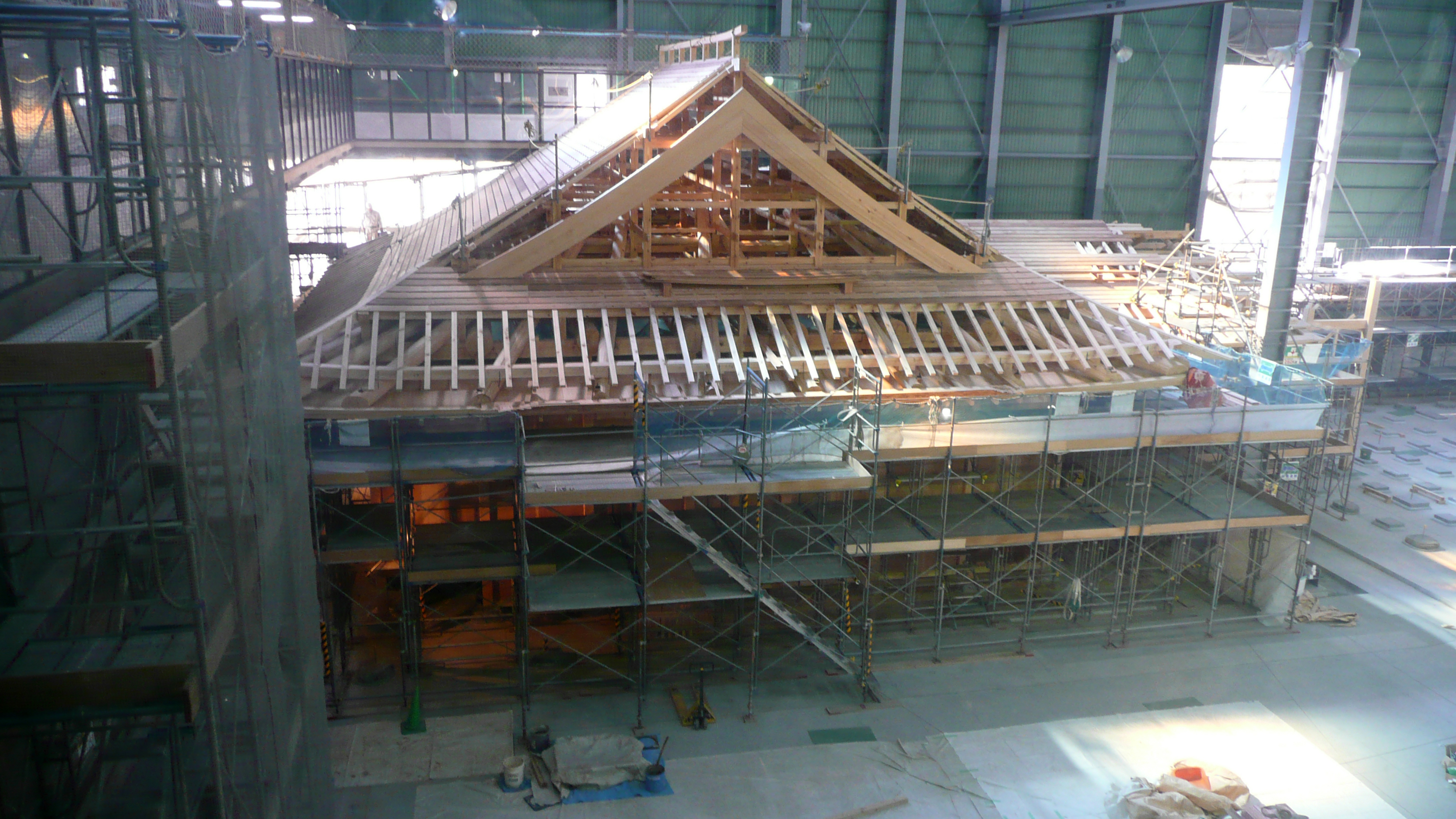
Rekonstruktion des Hommaru-Palastes
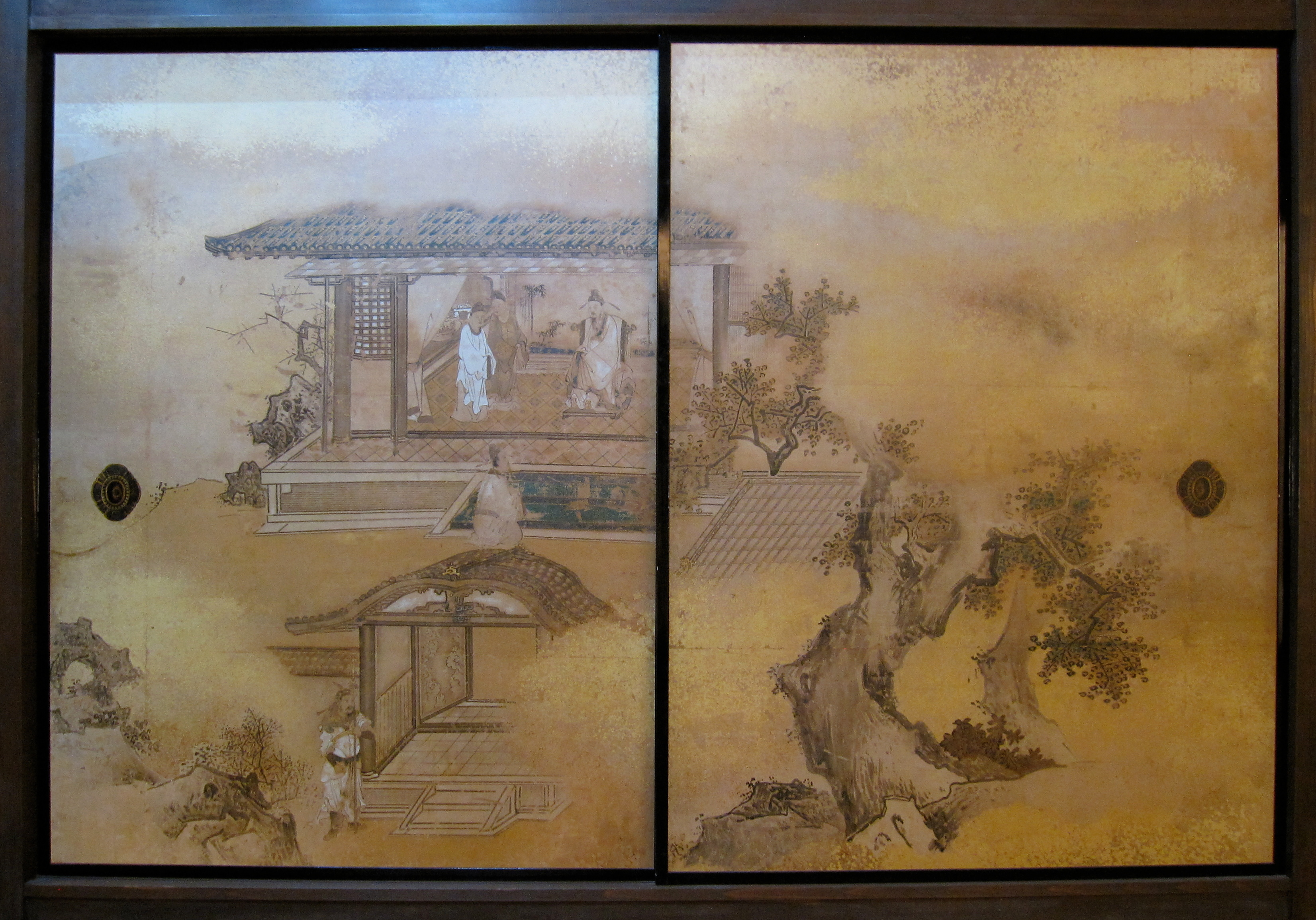
Schiebetür des Palastes
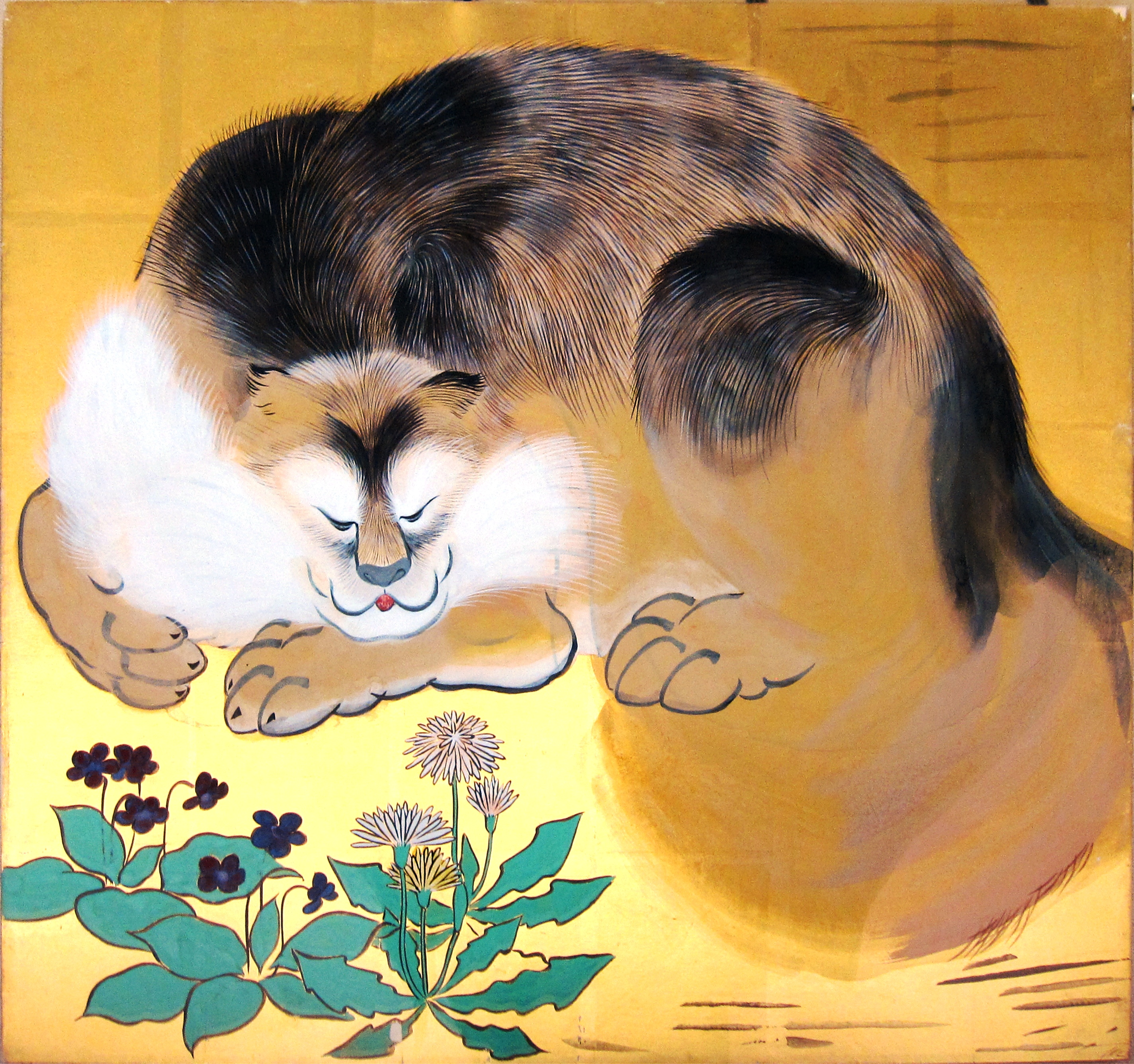
Malerei aus dem Palast
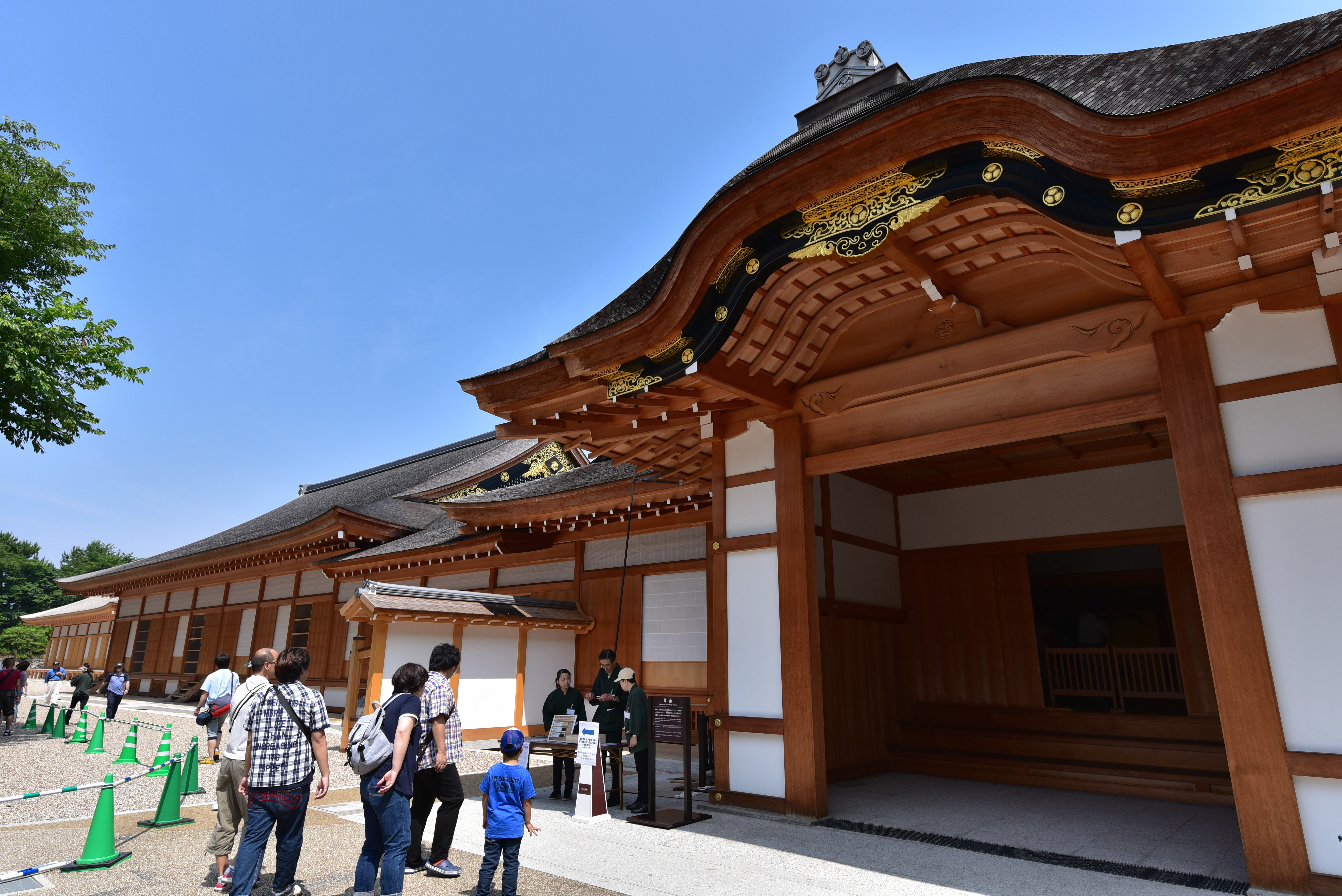
Hommaru-Palast
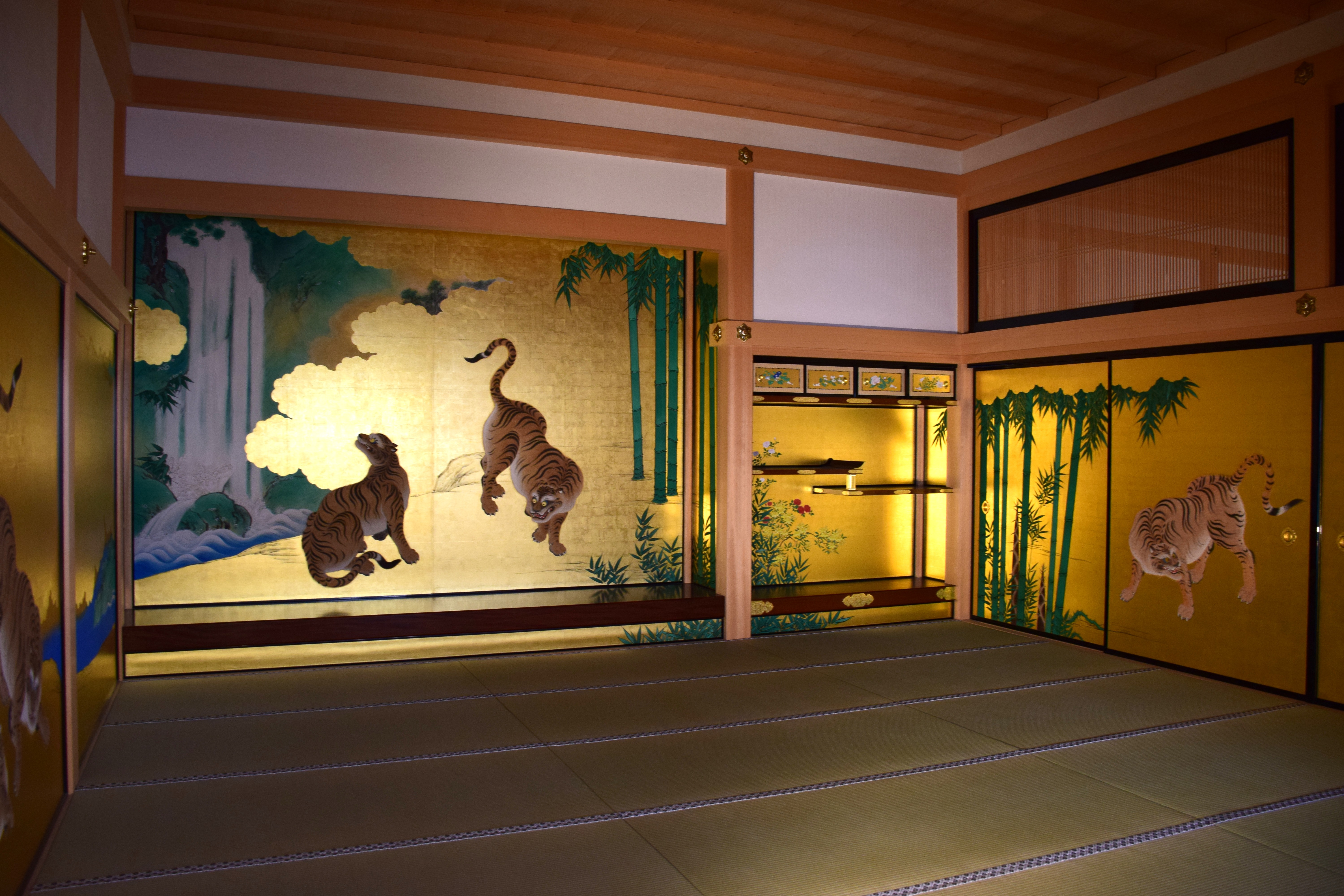
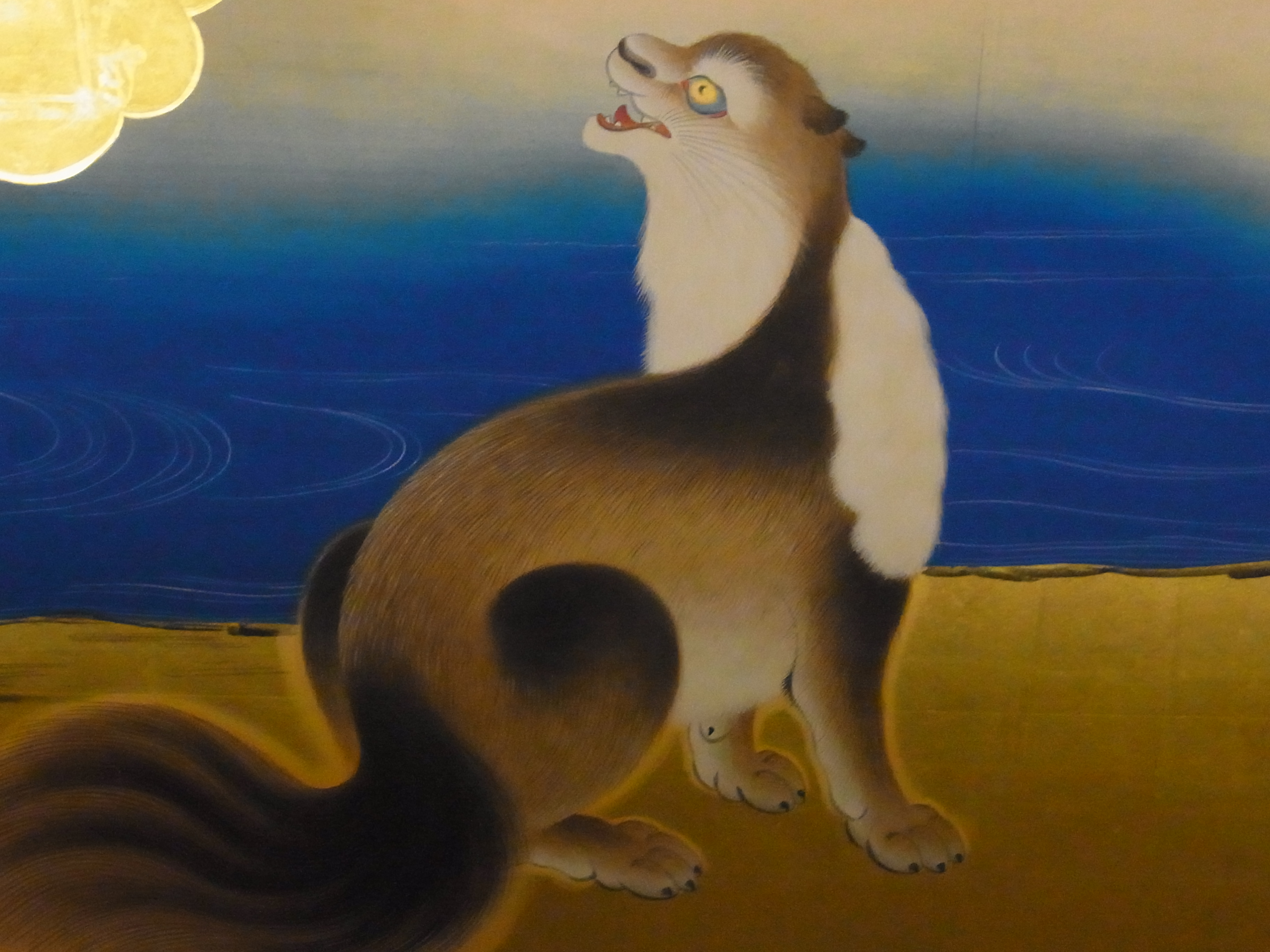
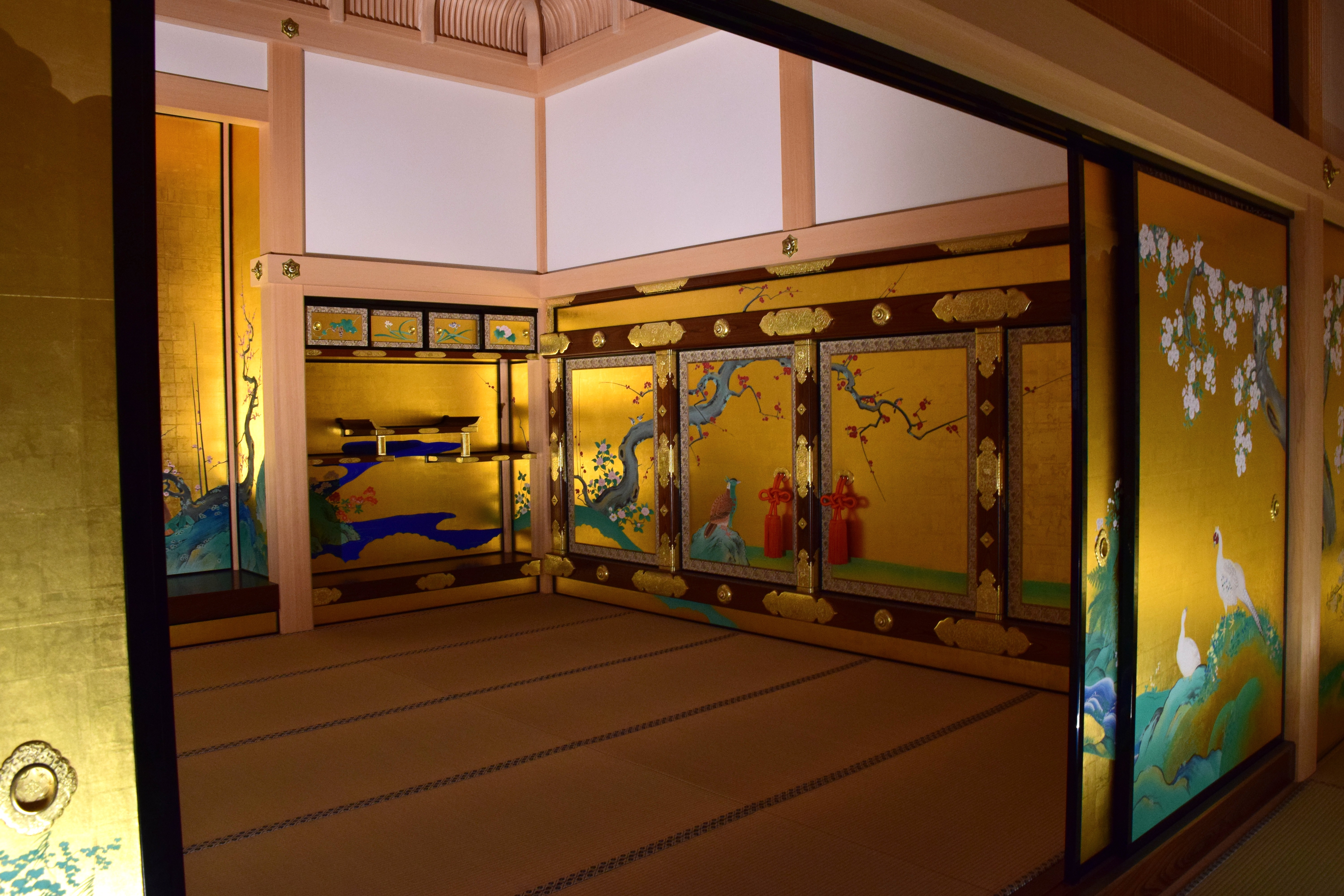
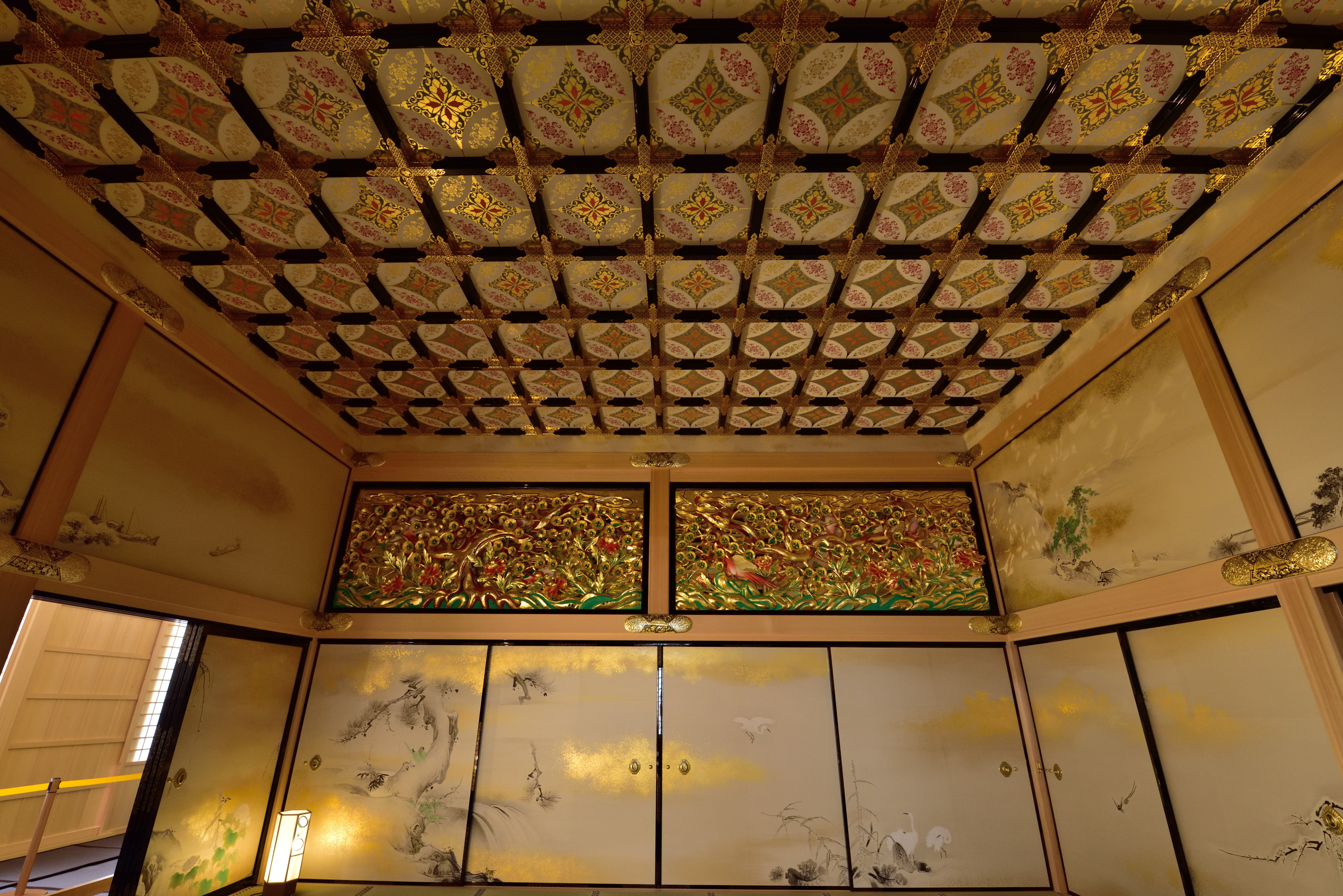
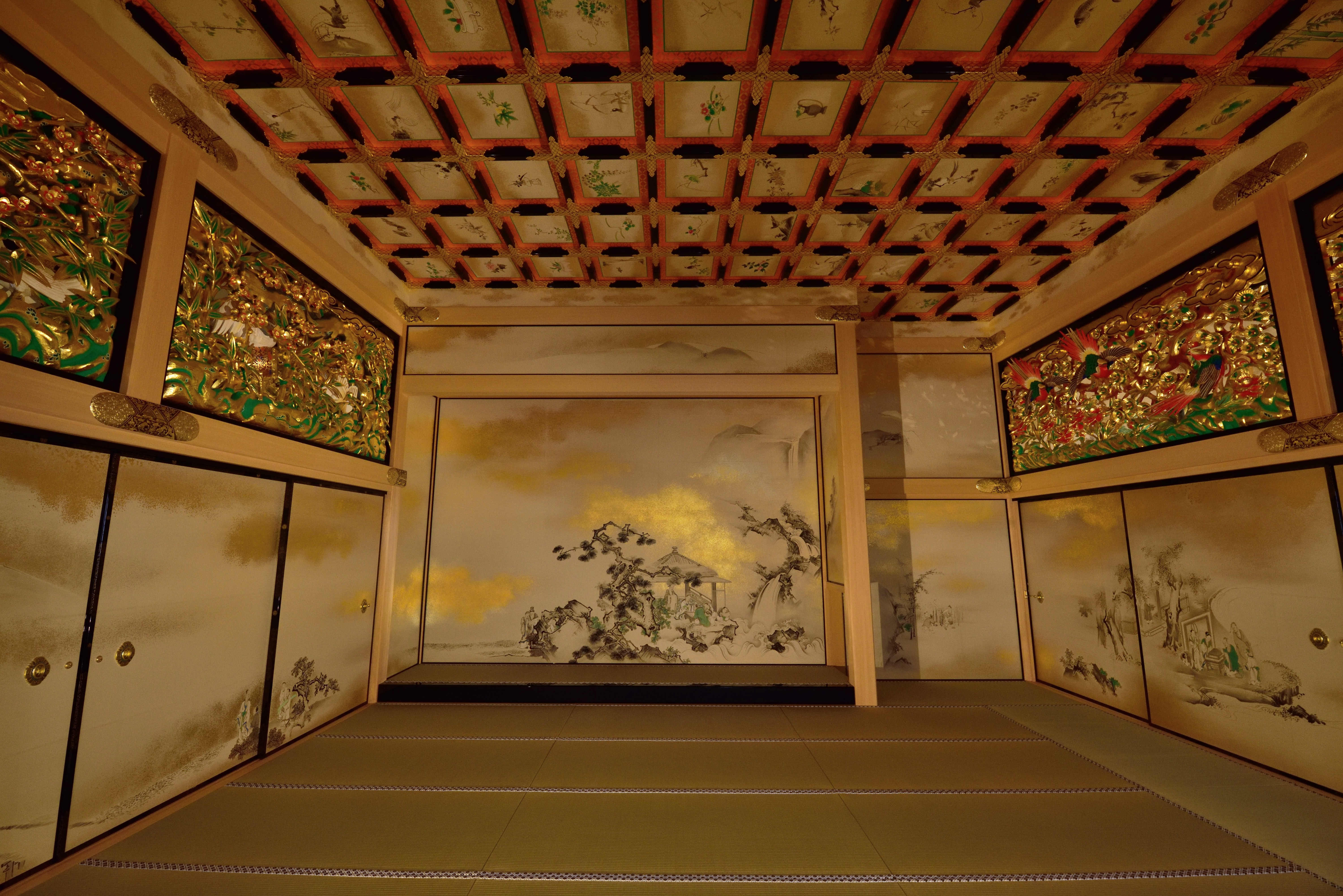
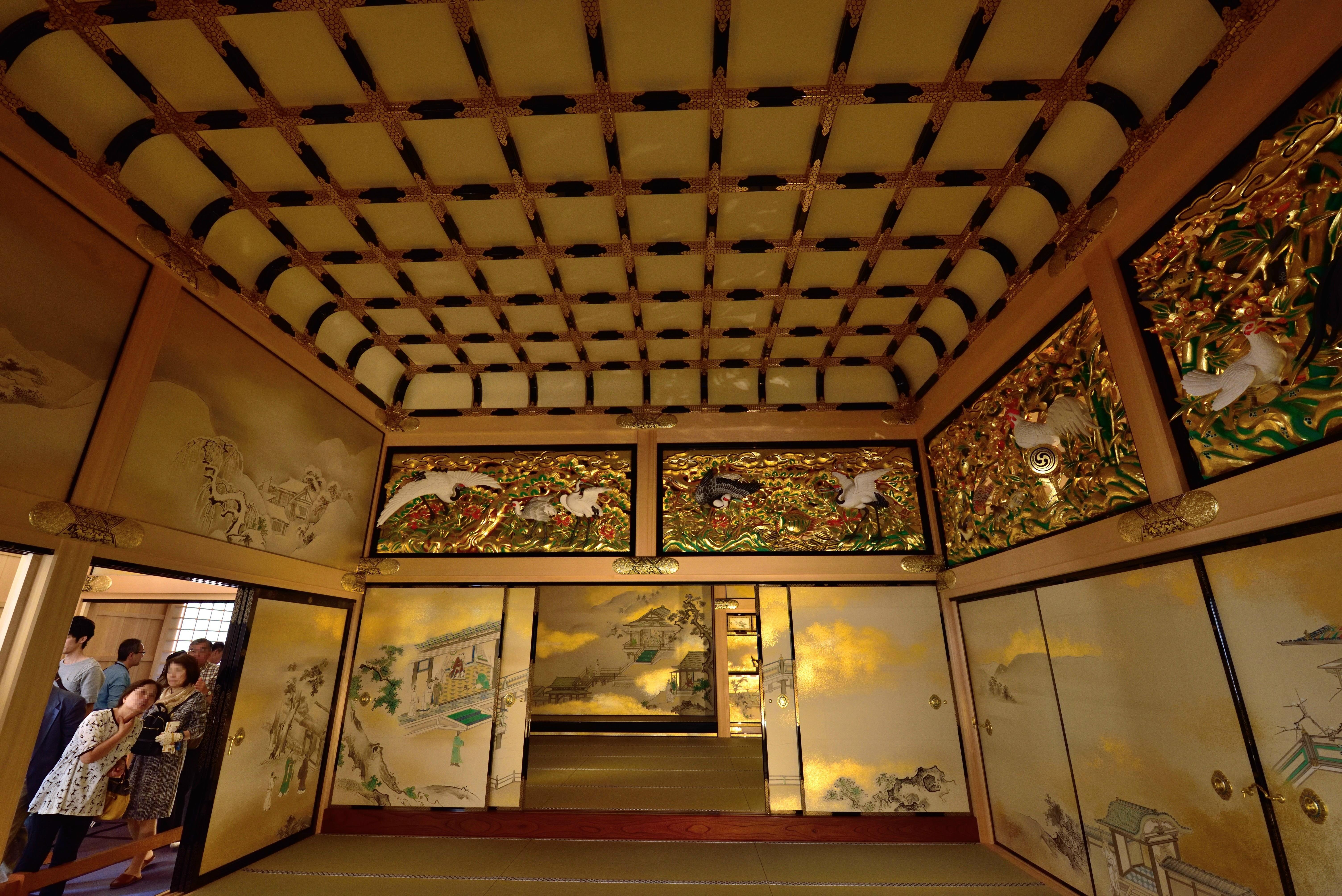
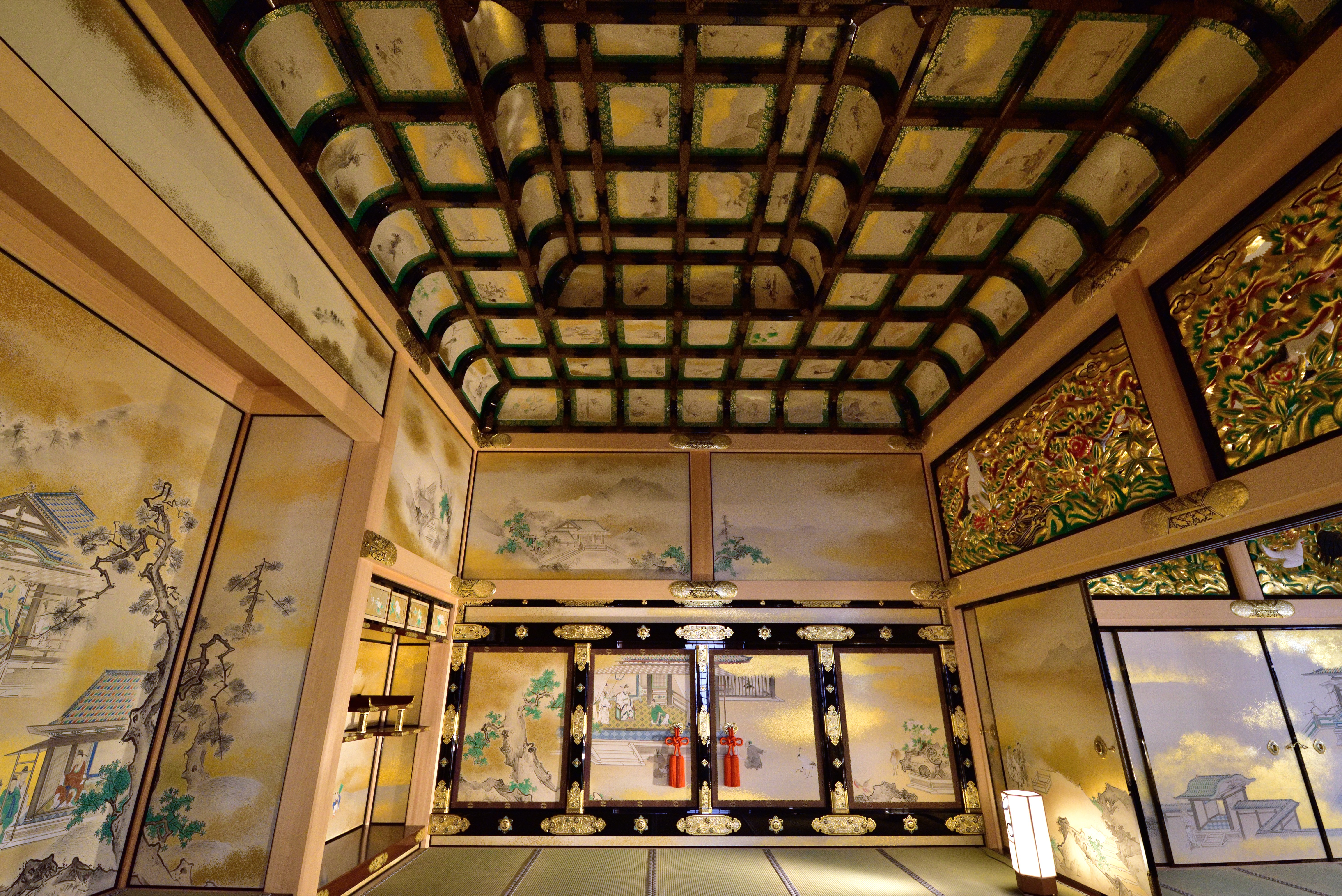